# Hydrelia tenera
Hydrelia tenera är en fjärilsart som beskrevs av Otto Staudinger 1897. Hydrelia tenera ingår i släktet Hydrelia och familjen mätare. Inga underarter finns listade i Catalogue of Life.